# حرب كوسوفو
حرب كوسوفو هي نزاع مسلح دارت أطواره في كوسوفو استمر من 28 فبراير 1998 حتى 11 يونيو 1999. واجهت في هذه الحرب قوات جمهورية يوغوسلافيا الاتحادية (تألفت من جمهوريتي الجبل الأسود وصربيا)، التي سيطرت على كوسوفو قبل الحرب، جماعة متمردة ألبانية كوسوفية معروفة باسم جيش تحرير كوسوفو، مع الدعم الجوي من منظمة حلف شمال الأطلسي (الناتو) ابتداء من 24 مارس 1999، والدعم البري من الجيش الألباني.
تأسس جيش تحرير كوسوفو في 1991، وبدأت أول حملة له في عام 1995 عندما أطلق هجمات استهدفت محاكم صربية في كوسوفو، وفي يونيو 1996، أعلنت المجموعة مسؤوليتها عن أعمال التخريب التي استهدفت مراكز الشرطة في كوسوفو. في عام 1997، اكتسبت المنظمة كميات كبيرة من الأسلحة من خلال تهريب السلاح من ألبانيا، بعد الحرب الأهلية التي شهدتها ونهب كميات ضخمة من الأسلحة في البلاد من مواقع الشرطة والجيش. في عام 1998، استهدفت هجمات جيش تحرير كوسوفو السلطات اليوغوسلافية في كوسوفو ونتج عنها زيادة وجود القوات شبه العسكرية والنظامية الصربية التي بدأت لاحقا حملة انتقامية استهدفت المتعاطفين مع جيش تحرير كوسوفو والخصوم السياسيين وأدت إلى مقتل ما بين 1.500 و 2.000 مدني ومقاتل تابع لجيش تحرير كوسوفو. بعد فشل محاولات الحل الدبلوماسي، تدخل الناتو، وبرر حملته في كوسوفو على أنها «حرب إنسانية». عجل هذا بالقيام بطرد الألبان الكوسوفيين كما واصلت القوات اليوغوسلافية القتال خلال القصف الجوي ليوغوسلافيا (مارس - يونيو 1999). في عام 2000، كشفت التحقيقات أنه قتل ما يقرب ثلاثة آلاف ضحية من جميع الأعراق في هذه الحملة، وفي عام 2001، وجدت المحكمة العليا لإدارة الأمم المتحدة في كوسوفو، أنه كان هناك «حملة إرهاب منهجية، بما في ذلك القتل والاغتصاب، التخريبات والتدمير الشديد»، لكن لم تحاول القوات الصربية طرد السكان الألبان.
انتهت الحرب بمعاهدة كومانوفو، حيث وافقت القوات اليوغوسلافية على الانسحاب من كوسوفو لترك الطريق مفتوحا أمام الوجود الدولي بها. حل جيش تحرير كوسوفو بعد فترة وجيزة من نهاية هذه الحرب، وذهب بعض أعضائه إلى القتال مع جيش تحرير بريسيفو، ميدفيدا وبويانوفاك في وادي بريسيفو

## الخلفية
تعود جذور الصراع الحديث بين ألبانيا وصربيا إلى ترحيل الألبان في عام 1877 و1878 من المناطق التي دمجت ضمن إمارة صربيا. استقر الألبان المرحلون في كوسوفو ووقعت هجمات على الصرب أثناء الحرب الصربية العثمانية خلال العامين 1876 و1878 ووقعت في عام 1901 مذابح صرب كوسوفو.
اشتعلت التوترات بين الجماعات الصربية والألبانية في كوسوفو خلال القرن العشرين وتحولت في بعض الأحيان إلى أعمال عنف كبرى، لا سيما خلال حرب البلقان الأولى (1912-1913) والحرب العالمية الأولى (1914-1918) والحرب العالمية الثانية (1939-1945). دفعت الثورة الألبانية في كوسوفو عام 1912 إلى موافقة الإمبراطورية العثمانية على إقامة شبه دولة ألبانية غير أنه سرعان ما طُردت القوات العثمانية من قبل القوات الانتهازية البلغارية والصربية وقوات مونتينيغرو. وقعت مذابح الألبان خلال حروب البلقان التي أعقبت ذلك.
بعد الحرب العالمية الأولى ضُمت كوسوفو إلى مملكة يوغسلافيا التي كانت تحت سيطرة الصرب على الرغم من مطالب السكان الألبان بالاتحاد مع ألبانيا. بين عامي 1918 و1939، رحلت يوغسلافيا مئات الآلاف من الألبان ودعمت الاستيطان اليوغسلافي لكوسوفو في الإقليم، في حين منعت مدارس اللغة الألبانية. بعد غزو دول المحور ليوغسلافيا في عام 1941، أدرجت معظم أراضي كوسوفو ضمن ألبانيا التي كانت واقعة تحت سيطرة إيطاليا، مع سيطرة ألمانيا وبلغاريا على باقي الأراضي. خلال فترة الاحتلال، اضطهد المتعاونون الألبان المستوطنين الصرب والمونتينيغريين، وقتل الآلاف ورُحل ما بين 70 ألف و100 ألف أو نُقلوا إلى معسكرات الاعتقال في بريستينا وميتروفيكا.

### كوسوفو ضمن يوغسلافيا تيتو
بعد العام 1945 قمعت الحكومة الاشتراكية الجديدة بشكل ممنهج في ظل جوزيب بروز تيتو النزعة القومية في صفوف الجماعات الإثنية على امتداد يوغسلافيا، وأسست 6 جمهوريات (سلوفينيا وكرواتيا وصربيا والجبل الأسود ومقدونيا والبوسنة والهرسك) كأجزاء تشكل الاتحاد اليوغسلافي. نزع تيتو مركزية السلطة في صربيا – الجمهورية الأكبر والأعلى كثافة سكانية- عبر إنشاء حكومات تتمتع باستقلال ذاتي في مقاطعة فوجفودينا الصربية في الشمال وكوسوفو في الجنوب. حتى عام 1963 كان الإقليم يسمى إقليم كوسوفو وميتوهيجا المستقل ذاتيًا وأعيدت تسميته في عام 1968 إلى مقاطعة كوسوفو الاشتراكية المستقلة.
اتسمت الفترة بين عامي 1948 و1963 في كوسوفو بقمع وحشي للقوميين الألبان من قبل أليسكاندر رانكوفيتش وشرطته السرية. في عام 1955 أعلنت حالة الطوارئ بهدف سحق أعمال الشغب التي زعم أنها أثيرت من قبل جماعات إرهابية من ألبانيا. في أعقاب الإطاحة برانكوفيتش في عام 1966، منح تيتو وحزب رابطة الشيوعيين الذي تزعمه صلاحيات أكبر للجمهوريات وحاول تحسين الأوضاع الاقتصادية والسياسية والاجتماعية في كوسوفو. في شهر نوفمبر من عام 1968، اندلعت احتجاجات واسعة النطاق في كوسوفو، قمعت من قبل القوات اليوغسلافية، أثارتها المطالب الألبانية بجمهوريات مستقلة في كوسوفو ومقدونيا. طالب الطلاب والمثقفون الألبان بجامعة للغة الألبانية وصلاحيات تمثيلية أكبر للألبان في جهازي الدولة الصربي واليوغسلافي.
تأسست جامعة بريستينا كمعهد مستقل في عام 1970، الأمر الذي أنهى فترة طويلة أدير خلالها المعهد كفرع ضمن جامعة بيلغراد. أعاق عدم وجود مواد تعليمية للغة الألبانية في يوغسلافيا التعليم الألباني في كوسوفو، ولذلك عقدت اتفاقية مع ألبانيا نفسها لتوفر المناهج التدريسية.
في عام 1969 أمرت الكنيسة الأرثوذكسية الصربية رجال كهنوتها بجمع بيانات حول المشكلات التي يواجهها الصرب في كوسوفو بهدف الضغط على الحكومة في بلغراد لبذل المزيد من الجهود لحماية مصالح الصرب هناك.
في عام 1974 شهدت المكانة السياسية لكوسوفو تطورًا أكبر حين منح دستور يوغسلافيا مجموعة موسعة من الحقوق السياسية. إضافة إلى فوجفودينا، أُعلنت كوسوفو مقاطعة ونالت العديد من سلطات جمهورية مكتملة الأركان: مقعد في الرئاسة الفيدرالية وجمعيتها وقوات الشرطة والمصرف الوطني. أفضت محاولة خلق توازن بين مصالح الصرب والألبان إلى تقسيم فعلي لكلتا الجماعتين إلى طبقات وخلق مخاوف لدى الصرب من انفصال كوسوفو عن يوغسلافيا. استمرت التظاهرات الطلابية خلال السبعينيات من القرن العشرين والتي أسفرت عن سجن العديد من أعضاء حركة التحرر الوطني الألبانية، ومن بينهم آدم ديماتشي. وأفضت التغيرات السياسية والإدارية التي بدأت في العام 1968 إلى نيل ألبان كوسوفو سيطرة تامة على القضايا السياسية والثقافية والاجتماعية في المقاطعة وأيضًا على الروابط المتزايدة بين ألبانيا وكوسوفو. إلا أنه بحلول العام 1980 سيصبح الإفقار الاقتصادي محفزًا للمزيد من الاضطرابات.

### بعد وفاة تيتو (1980 – 1986)
كانت السلطة الإقليمية ما تزال تمارَس من قبل رابطة شيوعيي كوسوفو، إلا أنها كانت قد تحولت في تلك الآونة إلى شيوعيين ألبان الإثنية. افتتحت وفاة تيتو في 4 مايو من عام 1980 فترة طويلة من الاضطراب السياسي فاقمتها الأزمة السياسية المتعاظمة والفوضى القومية. حدثت أولى الاضطرابات الكبرى في المدينة الرئيسية في كوسوفو، بريستينا، حين تصاعدت بسرعة مظاهرة لطلاب جامعة بريستينا ضد الطوابير الطويلة في مقاصف جامعاتهم، وفي أواخر شهر مارس ومطلع أبريل من عام 1981 امتدت المظاهرات إلى كافة أنحاء كوسوفو مسببة مظاهرات حاشدة في بلدات عديدة، ما سمي باحتجاجات كوسوفو لعام 1981. قمعت الاحتجاجات عبر إعلان رئاسة يوغسلافيا حالة الطوارئ ونشر شرطة مكافحة الشغب والجيش، الأمر الذي أفضى إلى وقوع العديد من الضحايا. بدأ الشيوعيون المتشددون قمعًا شرسًا ضد القوميين بكافة الوسائل. وشهدت كوسوفو حضورًا كثيفًا للشرطة السرية على امتداد ثمانينيات القرن العشرين قمعت بشكل وحشي أي تظاهرات قومية غير مرخصة، سوء من جانب الصرب أو الألبان. وبحسب تقرير اقتبس عنه مارك ثومبسون، اعتُقل ما يقارب 580 ألف من سكان كوسوفو أو استجوبوا أو احتجزوا أو وبخوا. خسر الآلاف من هؤلاء وظائفهم أو طردوا من مؤسساتهم التعليمية. خلال هذه الفترة واصل التوتر بين الجماعات الألبانية والصربية تصاعده.
في شهر فبراير من عام 1982، طلبت مجموعة من الكهنة الصربيين من أساقفتها أن تسأل «لماذا تكتفي الكنيسة الصربية بالصمت» ولم لمْ تشن حملة ضد «تدمير الأضرحة المقدسة في كوسوفو وحرقها وتدنيسها». جذبت مخاوف كهذه الأنظار في بلغراد. ظهرت قصص من وقت لآخر في وسائل الإعلام في بلغراد تزعم بأن الصرب والمونتنغريين كانوا يتعرضون للاضطهاد. وكان هناك تصور بين القوميين الصرب أن الصرب كانوا يُطردون من كوسوفو.
إضافة إلى كل ذلك، جعلت الحالة المتردية للاقتصاد في كوسوفو المقاطعة خيارًا سيئًا للصرب الباحثين عن عمل. كان الألبان، وكذلك الصرب، ميالين إلى تفضيل مواطنيهم حين كانوا يعينون موظفين جدد، إلا أن عدد المهن كان أقل بكثير من تعداد السكان. كانت كوسوفو الكيان الأتعس حالًا في يوغسلافيا: كان متوسط دخل الفرد يبلغ 795 دولارًا أمريكيًا بالمقارنة مع المتوسط الوطني الذي كان يبلغ 2,635 دولارًا أمريكيًا.
في عام 1981، سرت أقاويل عن أن نحو 4000 صربي انتقلوا من كوسوفو إلى صربيا الوسطى بعد أعمال شغب قام بها ألبان كوسوفو في شهر مارس أسفرت عن عدة وفيات من جانب الصرب وانتهاك حرمة المقابر والأبنية الصربية الأرثوذكسية. ردت صربيا بخطة لتقليل سلطة الألبان في المقاطعة وبحملة دعائية زعمت بأن الصرب كانوا يطردون من المقاطعة من قبل السكان الألبان بشكل رئيسي والذين كان عددهم يتزايد، لا بسبب الحالة الاقتصادية المتردية. فككت الشرطة اليوغسلافية 33 تشكيلًا قوميًا وأصدرت أحكامًا بحق نحو 280 منهم (دفع 800 منهم غرامة وخضع 100 منهم لاستجواب) وصادرت ذخائر أسلحة ومواد للحملات الدعائية.

### كوسوفو وصعود سلوبودان ميلوزوفيتش (1986 – 1990)
في عام 1987 كتب ديفيد بيندر في صحيفة نيويورك تايمز عن التوتر الإثني المتزايد في يوغسلافيا والنزعة القومية المتصاعدة بين الألبان في كوسوفو وأشار إلى مجزرة باراسين التي قتل فيها جندي ألباني في جيش يوغسلافيا الشعبي ٤ من رفاقه الجنود. وكتب بيندر أيضًا – في حديثه عن خلع سلوبودان ميلوزوفيتش قبل فترة قصيرة لدراغيزا بافلوفيتش من منصبه كرئيس لمنظمة حزب بيلغراد- أن «السيد ميلوزوفيتش اتهم السيد بافلوفيتش بأنه استرضائي يبدي تسامحًا حيال الراديكاليين الألبان» وأنه «يبدو أن السيد ميلوزوفيتش ومؤيديه يخاطرون بمستقبلهم السياسي بتبنيهم سياسة المواجهة مع أصحاب الإثنية الألبانية في كوسوفو». يقتبس المقال عن الأمين الفيدرالي للدفاع الوطني أمير الأسطول برانكو مامولا الذي زعم أنه «منذ عام 1981 حتى عام 1987، اكتُشفت ضمن جيش يوغسلافيا الشعبي 216 منظمة ألبانية غير شرعية يبلغ عدد أعضائها 1,435عضوًا». وكان مامولا قد ذكر أيضًا أن المخربين الألبان الإثنية كانوا يتحضرون «لقتل ضباط وجنود وتسميم الغذاء والماء والتخريب واقتحام ترسانات الأسلحة وسرقة الأسلحة والذخائر والفرار والتسبب بحوادث قومية فظيعة ضمن وحدات الجيش».

## الأسباب المؤدية
في القرن التاسع عشر أصبح الألبان المسلمون الأغلبية في منطقة كوسوفو التي كانت تحت السيطرة العثمانية الذي ظل حتى عام 1912. في عام 1878 ظهرت أول حركة وطنية ألبانية باسم عصبة برزرن، وكان هدف الحركة الحصول على الاستقلال من الحكم العثماني. بعد حروب البلقان في عام 1912 و 1913 أصبحت كوسوفو تحت الحكم الصربي، وبعد الحرب العالمية الثانية أصبحت إحدى أقاليم صربيا في دولة يوغوسلافيا. كانت لكوسوفو مكانة مهمة في تاريخ صربيا أثناء العصور وسطى ولذلك مكانة عالية في الوطنية الصربية. في عام 1974 أصبحت كوسوفو الوحدة الفدرالية السابعة في يوغوسلافيا وفقا للدستور. سمح هذا بأن تقوم كوسوفو بتسيير أمورها بحرية أكثر، مما أدى إلى زيادة كراهية الصرب لهم وزادت التوترات بين سكان كوسوفو الصرب والألبان. لم تقف الحركة الوطنية الألبانية في مواصلة نموها حتى بعد الحصول على استقلال أكثر.
عندما أصبح سلوبودان ميلوسيفيتش رئيسا ليوغوسلافيا في عام 1988، بدأ بتفعيل الوطنية الصربية، واستخدم كوسوفو كنقطة تجمع للصرب. تم سحب صلاحيات كوسوفو للحكم الذاتي في عام 1990، وأصبحت تدار مباشرة من قبل صربيا. كانت أوخر الثمانينات وأوائل التسعينات من القرن العشرين فترة اضطرابات للجمهوريات اليوغسلافية. في عام 1991 حصلت كل من سلوفينيا وكرواتيا على إستقلالهن، وفي عام 1992 إندلعت المعارك في البوسنة. أدى هذا إلى تشدد بعض الكوسوفيون، حيث أن المقاومة السلمية من أجل إنشاء دولة كوسوفو أو الانضمام إلى ألبانيا لم تثمر أي نتائج.

## بدء النزاع

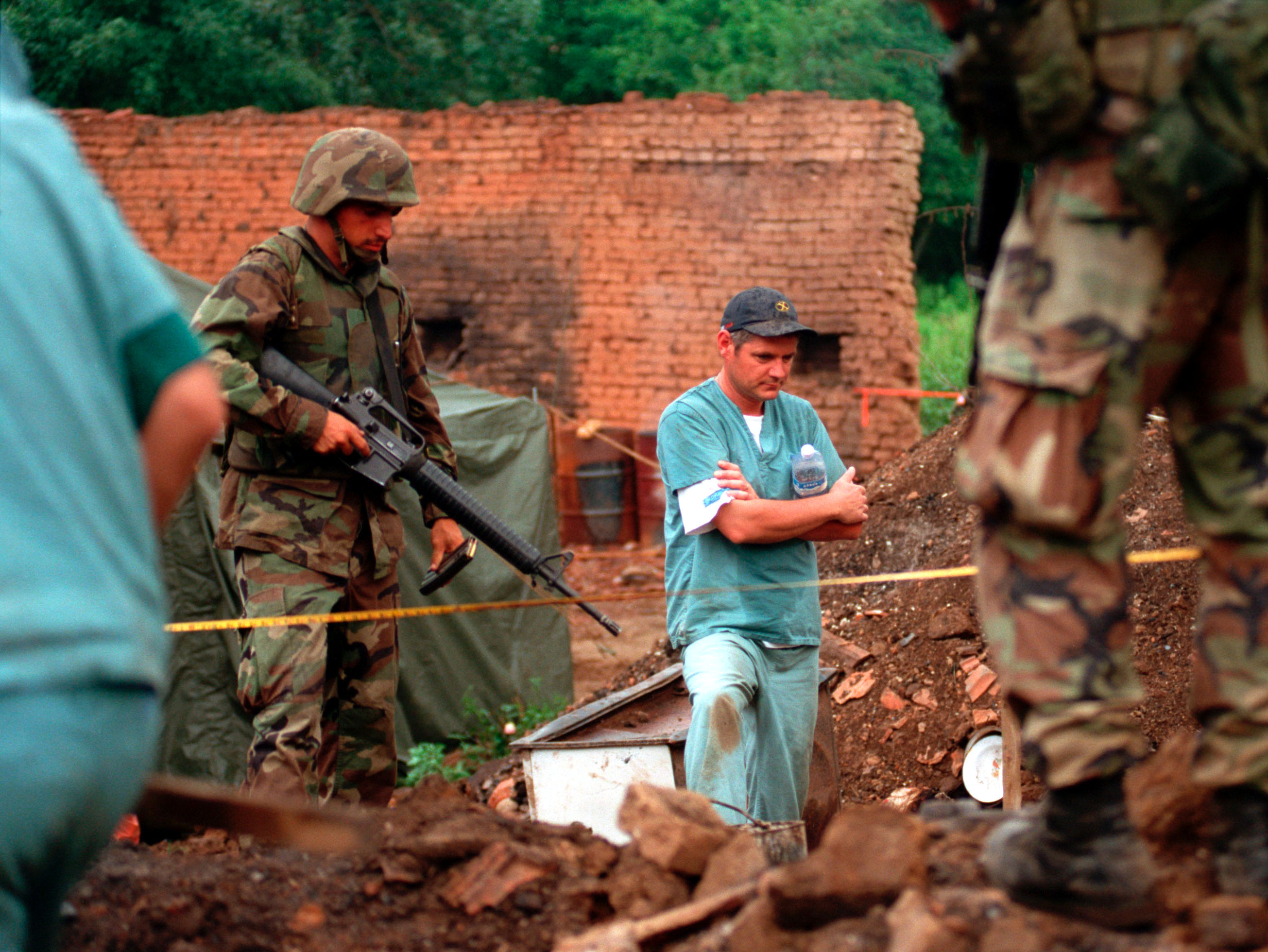
عناصر من شرطة الخيالة الكندية الملكية يتحققون من مقبرة جماعية مزعومة مع مشاة بحرية الولايات المتحدة.

في عام 1997 بدأت قوات جيش تحرير كوسوفا بمهاجمة القوات اليوغوسلافيا. ممّا أدى إلى ردة فعل قاسية مِن قِبَل قوات الأمن الصربية، وخاصة المسح الأمني للمنطقة في مارس من عام 1998، والذي ساعد في جلب المزيد من الكوسوفيين للمقاومة. بدأ جيش تحرير كوسوفا كقوة صغيرة، ولكن بمساعدة ألبانيا استطاعت الحصول على أسلحة ومتطوّعين حيث أن القوة سيطرت على 40% من الإقليم. وفي يونيو صعَّد ميلوسوفيتش حملتَه ضدَّ الكوسوفيّين ما أدى إلى نزوح كبير للألبان إلى ألبانيا. لم تستطع مجموعة الاتصال، المكونة من عدة دول، في الاتفاق على فرض عقوبات ضد الصرب. في أغسطس استطاعت القوات الصربية في التغلب على جيش تحرير كوسوفا في معظم الأماكن في الإقليم، وتركزت المعارك قرب الحدود الألبانية، حينما كان الطرفان يراجعان مخططات السلام.
أدانت الأمم المتحدة الإرهاب الصربي ضد القرويّين الألبان. وتصاعدت المعارك بين القوّات الصربية والمتمرّدين (والمدنيين) إلى قتل 50 شخص في ديسمبر 1998. أرسلت الأطراف وفوداً إلى رامبيولي في فرنسا بهدف التوصُّل إلى السلام في فبراير عام 1999. لم تتوقف القوات الصربية في مهاجمة الكوسوفيّين الألبان، وقام الصرب بتحصين حدودهم مع جمهورية مقدونيا تحسّباً لتدخلٍ لقوات الناتو.

## دخول الناتو
في 24 مارس 1999 بدأت الناتو بقصف يوغوسلافيا. تواصلت الهجمات الجوية ل78 يوم. تم التوصل إلى اتفاق يسمح للقوات الصربية بالانسحاب في 9 يونيو، وكانت المهلة 11 يوما. من ضمن الاتفاق شروط لنشر قوات دولية لحفظ السلام.

## الأسلحة المُستعملة
تم استخدام مجموعة متنوعة من الأسلحة من قبل قوات الأمن اليوغوسلافية وجيش تحرير كوسوفو، وكان حلف الناتو يستخدم فقط الطائرات والقطع البحرية.
قوات الأمن اليوغوسلافية
كانت الأسلحة التي استخدمتها هاته القوات في الغالب مصنوعة في يوغوسلافيا، في حين أن جميع الأسلحة المُضادة للطائرات الخاصة بها كانت من صُنع سوفييتي.
- بي أو في
- BVP M-80
- D-20
- هاوتزر عيار 122 مم D-30
- ميكويان-غوريفيتش ميغ-21
- ميكويان ميج-29
- ام79 اوسا
- M80 Zolja
- إم-84
- س أيه-3
- س أيه-7
- SA-9
- 9كيه35 ستريلا-10
- صاروخ إيغلا
- Soko J-22 Orao
- سوكو غازيل
- تي-55
- زاستافا أم 70
- Zastava M72
- زاستافا ام76
- Zastava M84
- Zastava M90
- زستافا ام91
- سام 6
- فوزديكا 2أس1

جيش تحرير كوسوفو
كانت الأسلحة التي يستخدمها جيش تحرير كوسوفو في الغالب بُندُقيات كلاشينكوف سوفييتية وصينية الصنع وبعض الأسلحة الغربية.
- أيه كيه أم
- أيه كيه-47
- Armsel Striker[بحاجة لمصدر]
- D-1 howitzer  [لغات أخرى]‏
- آر بي كي
- إس كيه إس
- Type 56 assault rifle
- Type 63 assault rifle
- زاستافا أم 70
- زاستافا ام76

الناتو
الطائرات المُستعملة:
- إيه-10 ثاندر بولت الثانية
- لوكهيد إيه سي-130
- إيه إتش-64 أباتشي
- أيه إم إكس
- ماكدونل دوغلاس إيه في-8 بي هارير الثانية
- بي-1 لانسر
- نورثروب غرومان بي 2 سبيرت
- بي-52 ستراتوفورتريس
- بوينغ إي-3 سينتري
- نورثروب غرومان إي-8
- نورثروب غرومان إي إيه-6 بي براولر
- إف-104 ستارفايتر
- إف - 117 نايت هوك
- إف/إيه-18 هورنت
- إف-14 توم كات
- إف-15 إيغل
- ماكدونيل دوغلاس إف-15 إي سترايك إيغل
- جنرال دايناميكس إف-16 فايتينغ فالكون
- إف-4 فانتوم الثانية
- هارير جامب جيت
- إل-1011 تراي ستار[26]
- ميراج 2000
- إم كيو-1 بريداتور
- تورنادو
- بانافيا تورنادو إيه دي في
- جاغوار

الصواريخ المُوجهة المستعملة:
- إيه آي إم-9 سايدويندر
- آلارم
- توماهوك